# Gustavo Cuervo

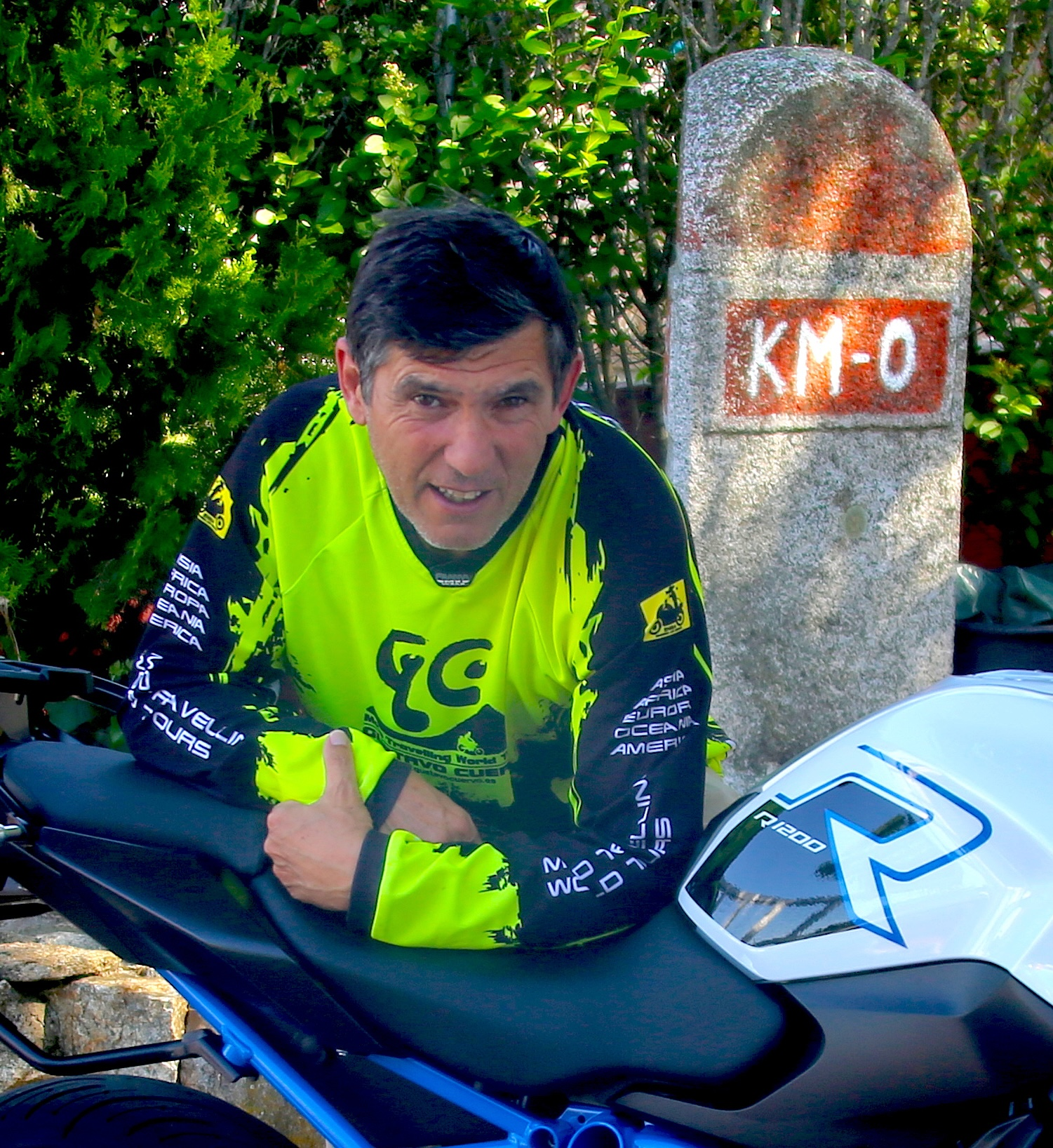
Gustavo Cuervo en su particular Km 0 del mundo, su casa en Navacerrada (Madrid) España.

Gustavo Cuervo  (  )    
Nacido en Madrid en 1958. Motociclista profesional, reportero, fotógrafo y escritor. Ha viajado en motocicleta on y off road por los cinco continentes, sumando más de 2.000.0000 de km.  Ha publicado varios libros de viajes en moto así como de sus experiencias y anécdotas. Embajador BMW Motorrad. Fundador y director de EHISA empresa dedicada a la transmisión por TV de eventos deportivos desde motocicletas, ha participado en cinco Juegos Olímpicos, (Sídney 2000, Atenas 2004, Pekín 2008, Londres 2012 y Tokio 2020). Juegos Europeos ( Baku Azerbayan) , Juegos Asiaticos (Guangzhou, China) Juegos Panamericanos ( Guadalajara, Mexico)  Fundador de Iberian Moto Tours. Fundador de China Tierra de Aventura, empresa dedicada a los viajes de aventura en moto, auto 4x4 y montañismo por China. Fundador de Produccion Internacional Televisión (PIDETV) empresa dedicada a la transmisión en directo de grandes eventos deportivos. Actualmente sigue desarrollando programas de viajes en América, África, y Asia y viajando por todo el mundo en motocicleta.
Organizó y participó en dos vueltas al mundo en motocicleta BMW con la fórmula de equipos y relevos (1996/97 y 2006/07). organizo y participo en la Vuelta al Mundo aventura con 4 Land rover Discovery. En 2015 organizó la Vuelta América con cuatro motocicletas BMW y 120 pilotos de 15 nacionalidades relevándose a sus mandos para recorrer todo el continente americano. En 2020 escribio edito y publico el libro 100 Años BMW Motorrad. En 2021, creó los Premios Moto Turismo, dedicados a distinguir a los más destacados actores públicos y privados del mundo del turismo en Motocicleta. La primera edición se celebro en 2022 Navacerrada (Madrid) la segunda (2023)en La ruta del Silencio (Teruel)  la tercera en 2024 Canfránc (Huesca) la cuarta en 2025 en Navacerrada (Madrid). En marzo de 2025 organizo y participo en otra vuelta al mundo pasando por Tailandia, Indonesia, Corea, Hawai, California y Mexico.En Octubre 2025 presentó su ultimo libro Hitos del Motociclismo.      

## Libros
- España en moto, 2007, Editorial Timun Mas ISBN 9788448047962
- Europa en moto, 2009, Editorial Timun Mas ISBN 9788448048518
- Madrid en moto, 2010, Editorial Timun Mas ISBN 9788448067861
- Andalucía en moto, 2010, Editorial Timun Mas ISBN 9788448067885
- Sin Fronteras y otros relatos, 2010, Editorial Interfolio Libros ISBN 9788493695071
- 100 Años BMW Motorrad. 2020. Editado por Escudería los Hierros S.L. ISBN 9788409249732
- 101 Rutas en moto por España. 2023 Editorial ANAYA. ISBN 10-8491586660
- Hitos del Motociclismo. 2025. Editorial ANAYA. ISBN 978-84-9158-93-9